# Phyllolithodes
Phyllolithodes is een geslacht van kreeftachtigen uit de klasse van de Malacostraca (hogere kreeftachtigen).

## Soort
- Phyllolithodes papillosus Brandt, 1848